# Попадюк Василь Іванович
Васи́ль Іва́нович Попадю́к (26 січня 1940, Мишин — 27 вересня 1991, Київ) — український музикант-сопілкар, засновник фольклорного ансамблю «Троїсті музики», народний артист УРСР. Батько скрипаля Василя Попадюка.

## Життєпис
Закінчив Львівське музичне училище (1963), консерваторію у місті Львів (1969) по класу флейти.
1955—1965 — керівник оркестрової групи заслуженого ансамблю танцю України «Галичина» м. Львів. Одночасно 1963—1965 — соліст Львівської філармонії.
1966—1970 — керівник оркестрової групи заслуженого самодіяльного ансамблю танцю «Ятрань» (м. Кіровоград).
1970—1982 — соліст-інструменталіст у Державному заслуженому академічному народному хорі ім. Г. Г. Верьовки.
1971 — створив і очолив фольклорну групу «Троїсті музики».
1982—1990 рр. — працює в ФЕА Укрконцерту (з 1987 р. ФЕА «Калина» при «Київконцерті»).
З 1982 р. — художній керівник фольклорного ансамблю «Троїсті музики» у складі: скрипка — Богдан Субчак, цимбали — Василь Гуденко, баяніст — Олександр Качайло, лірник і бубнист — Андрій Бут, контрабас — Олександр Дарбінь, кларнет — Ярослав Бонцаль, перкусія — Дмитро Кулічов, духові народні інструменти — Василь Іванович Попадюк. Ансамбль гастролював з концертами в Україні та багатьох країнах світу, зокрема: Канада, Іспанія, Португалія, Італія, Чехословаччина, Японія, Франція та ін.
1990—1991 рр. — керівник «Троїстих музик» в ансамблі танцю «Гопак».

Помер 27 вересня 1991 року від онкологічного захворювання. Похований на Байковому кладовищі у місті Києві.

## Твори
1986 — вийшла платівка «Троїсті музики», до якої ввійшли 13 творів українських народних мелодій в обробках В. І. Попадюка (Всесоюзна студія грамзапису «Мелодія», звукорежисер Ю. Вінник).
1990 — видана збірка «Троїсті музики» — партитури п'єс для ансамблю українських народних інструментів, упорядник В. І. Попадюк (м. Київ, «Музична Україна»).

## Відзнаки
- Заслужений артист УРСР (не пізніше 1982).

- Народний артист УРСР (1990).